# Denis Galimsjanov
Denis Ramiljevitj Galimsjanov (russisk: Денис Рамильевич Галимзянов, tr. Denis Ramiljevitj Galimsjanov ; født 7. marts 1987 i Jekaterinburg, USSR) er en russisk tidligere cykelrytter. Han cykler for Team Katusha-Alpecin. I Vuelta a España 2010 endte han blandt de ti bedste på fem af de 13 etaper han deltog i. I 2011-sæsonen fik Galimsjanov to tredjepladser i Paris-Nice og etapesejr og spurttrøje i Tre dage ved De Panne, samt andenplads i Scheldeprijs.